# Montagne Sainte-Walburge
La Montagne Sainte-Walburge est une rue de la ville de Liège (Belgique) reliant le centre de la ville aux hauteurs de Sainte-Walburge. 

## Toponymie
Dans ce contexte, « montagne » signifie plutôt « mont » ou « colline ». Il s'agit en fait du versant nord de la vallée de la Meuse. 
Walburge est une sainte d'origine saxonne qui vécut au VIIIe siècle. Elle donna son nom au quartier voisin de Sainte-Walburge.

## Histoire
L'existence de cette voirie est sans doute liée à l'élévation au XIIIe siècle de remparts qui reliaient la Hocheporte à la porte de Saint-Walburge en escaladant la colline. Une voirie suivant le pied des remparts extérieurs était jadis appelée Dri lès Moûrs (Derrière les Murs). Des fragments de ces murailles, en moellons de grès houiller, sont encore visibles au fond de certains jardins du côté est de la rue. Jusqu'en 1875, un charbonnage avoisinait la partie haute de la rue. 

## Description
Cette rue mesure environ 1 000 m. Elle passe de l'altitude de 95 m à l'altitude 170 m sous la forme d'une côte au dénivelé moyen de 7,5 % mais comprenant des tronçons atteignant les 10 %. Elle longe le parc de la Paix

## Architecture
Au pied de la rue, l'ancien collège des Jésuites anglais érigé à partir de 1613 est devenu l'hôpital des Anglais de 1875 à 1984 avant d'abriter aujourd'hui des bureaux du Ministère de la région wallonne.
L'ancienne brasserie du couvent des Capucins sise au no 4, se situe en réalité sur une voie annexe dépendant de la rue. Elle date du milieu du XVIIIe siècle et est classée.
Les maisons Thiriart, maisons jumelles, situées aux nos 34 et 36 ont été réalisées par l'architecte Maurice Devignée en 1911 en style Art nouveau.

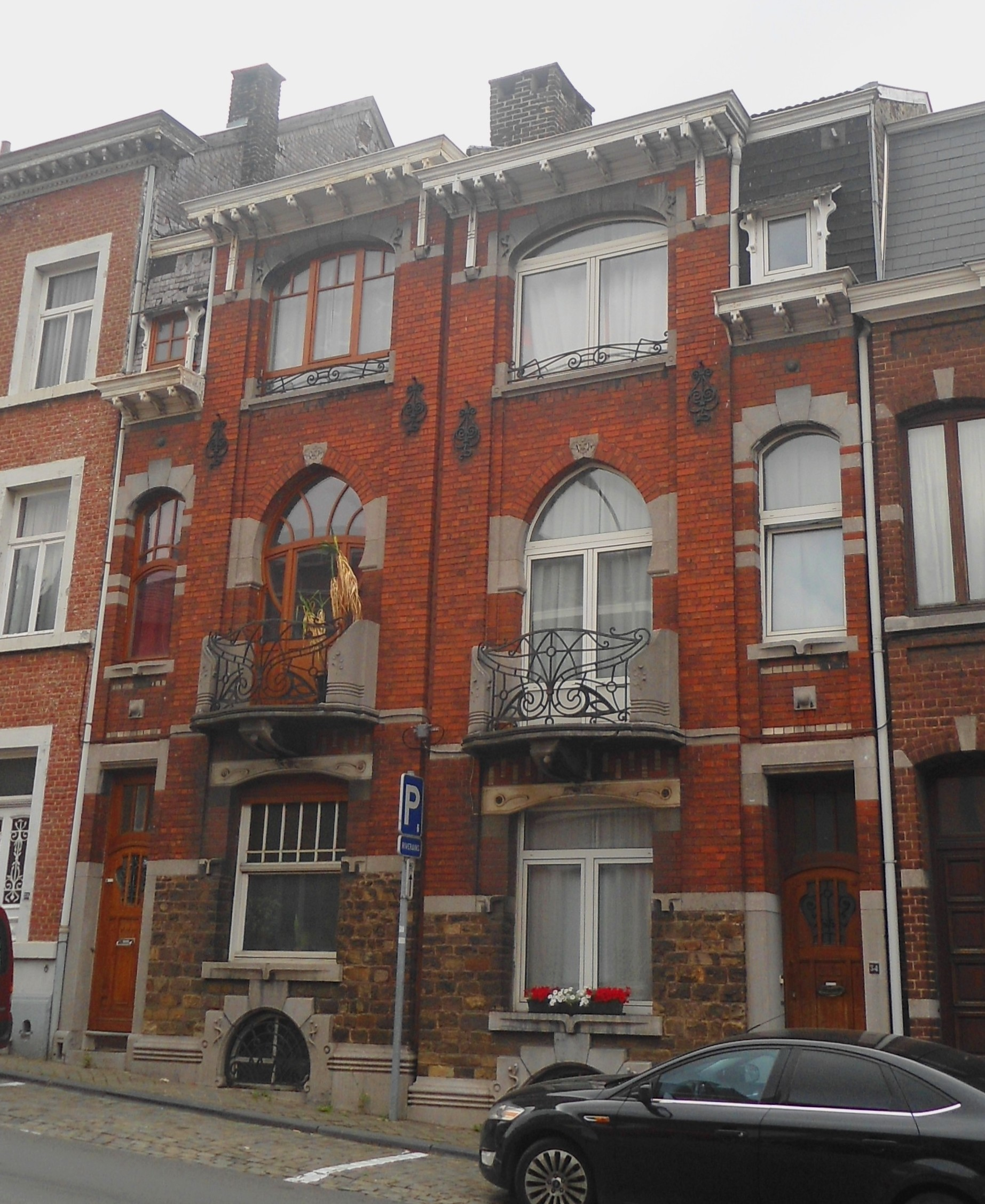
Les maisons Thiriart.

## Voiries adjacentes
- Rue de l'Académie
- Rue de Campine
- Rue Fond-Pirette
- Rue des Anglais
- Voisinage des Cellites
- Thier Savary (escalier)
- Chemin de la Citadelle
- Rue des Glacis
- Rue Sainte-Walburge